# ドイツ騎士団総長
ドイツ騎士団における総長またはホーフマイスター (ドイツ語: Hochmeister; ラテン語: Magister generalis, 英語: high master) は、ドイツ騎士団の最高位の指導者の役職で、ドイツ騎士団国の国家元首である。他の騎士修道会におけるグランドマスター（総長）に相当する。ドイツ語では、一般に騎士団総長にはグロースマイスター（ドイツ語: Großmeister　英語: Grand master)の語が当てられるが、ドイツ騎士団についてのみ「ホーフマイスター」という名称が用いられる。

## 名称
初期の正式名称は「アレマン人のイェルサレムの聖マリア病院長」（ラテン語: Magister Hospitalis Sanctae Mariae Alemannorum Hierosolymitani)であった。1216年以降は、「テュートン人のイェルサレムの祝福された処女マリアの病院長」（ラテン語: Magister Hospitalis Domus Sanctae Mariae Teutonicorum Hierosolymitani)を名乗っている。
1525年、ホーフマイスターとドイッチュマイスター（マギステル・ゲルマニアエ）が統合された。ドイッチュマイスターとは、1219年に神聖ローマ帝国内の管轄地域の長として創設された役職で、1381年にはイタリアも管轄に含まれ、1494年以降は神聖ローマ帝国の公爵と同等とみなされた。これを1525年に総長ヴァルター・フォン・クローンベルクが統合して以降は、ホーフ・ウント・ドイッチュマイスター（ドイツ語: Hoch- und Deutschmeister）というものが総長の称号となった。

## 紋章
総長の紋章(Deutschmeisterwappen)は、金色のクロス・フローリー（端がユリの形をした十字）と松葉杖十字（端がそれぞれT字になっている十字）を組み合わせたものが黒い十字架の上に載り、さらにその手前にインエスカッシャンとして皇帝の鷲が描かれている。金色のクロス・フローリーが黒十字に載る意匠は15世紀以降に広く用いられるようになった。伝説によれば、1250年8月20日、フランス王ルイ9世がドイツ騎士団総長に対し、イェルサレム十字の変型およびフランスの象徴フルール・ド・リスの使用を認めたことが始まりだとされている。この物語は近世の文献（クリストフ・ハルトクノフ、1684年）にまでしか遡ることができないが、この紋章が13世紀半ばから用いられ始めていることはいくつかの文献から示されている。

## 宗教改革以前
他の中世国家の君主交代と比べ、ドイツ騎士団における総長交代時の権力移行はかなり効率的であった。前の総長が死去すると、副総長が騎士団の指揮官たちによる総会を召集する。この総会で7人の騎士、4人の下士官、1人の司祭からなる12人の選挙人団を選出し、彼らが多数決で総長を決める。ただし、少数派となった総長候補とその支持者は多数派の候補への支持を改めて表明させられ、一応全会一致の形をとる。この継承手続きは、およそ3か月の期間のうちに行われた。
総長候補は騎士団の幹部を経験した人物から、主に血統ではなく能力によって選ばれた。ただ、騎士団の勢力が衰えてくると、ヴェッティン家のフリードリヒ・フォン・ザクセンやホーエンツォレルン家のアルブレヒトのように有力家系から選出されることもあった。
もともとドイツ騎士団はウトラメールのアッコを拠点とし、総長は主に教皇や皇帝の宮廷にいた。13世紀にプロイセンを征服して1309年に本部をヴェネツィアからマリエンブルクに移して以降、総長はドイツ騎士団国（オルデンシュタート）の国家元首となり、強大な権力を持った。彼はプロイセンの統治権と軍事権を握っていた。総会はエルブロンクで開かれ、ここで総長はその権力をふるい行政的措置を通すことができた。また総長はマリエンブルク城の城主を兼ね、騎士団の会計も握っていた。さらにはハンザ同盟の一員でもあり、関税収入を手にすることができた。
2007年に行われたクフィジン（マリエンヴェルダー）の教会の発掘調査で、中世後期の総長ヴェルナー・フォン・オルセルン (1324–30)、ルドルフ・ケーニッヒ・フォン・ヴァッツァウ (1342–45)、ハインリヒ・フォン・プラウエン (1410–13)の遺骨が見つかった。それまでこの教会はポメサニア司教の埋葬地として知られていたが、ドイツ騎士団総長も葬られていたことは知られていなかった。彼らの遺体は金の装飾が施され絹のローブをまとった木製の棺に収められていた。

### 初期の兄弟団の指導者, 1190年–1198年
ウトラメールにおけるホスピス兄弟団だったころの指導者たち。
- 1190年 マイスター・ジブラント
- 1190年—1192年 コンラート
- 1192年 ゲルハルト
- 1193/94年 小修道院長ハインリヒ
- 1195年–1196年 ウルリッヒ
- 1196年 ハインリヒ （おそらくハインリヒ・ヴァルポットと同一人物）[9]

### 騎士団総長, 1198年–1525年

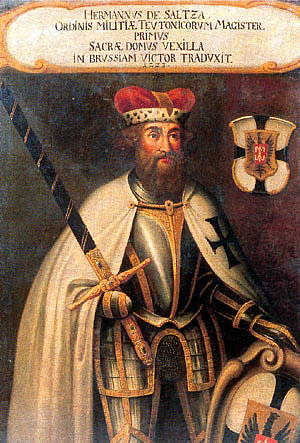
第4代ドイツ騎士団総長ヘルマン・フォン・ザルツァ。バロック時代の肖像画

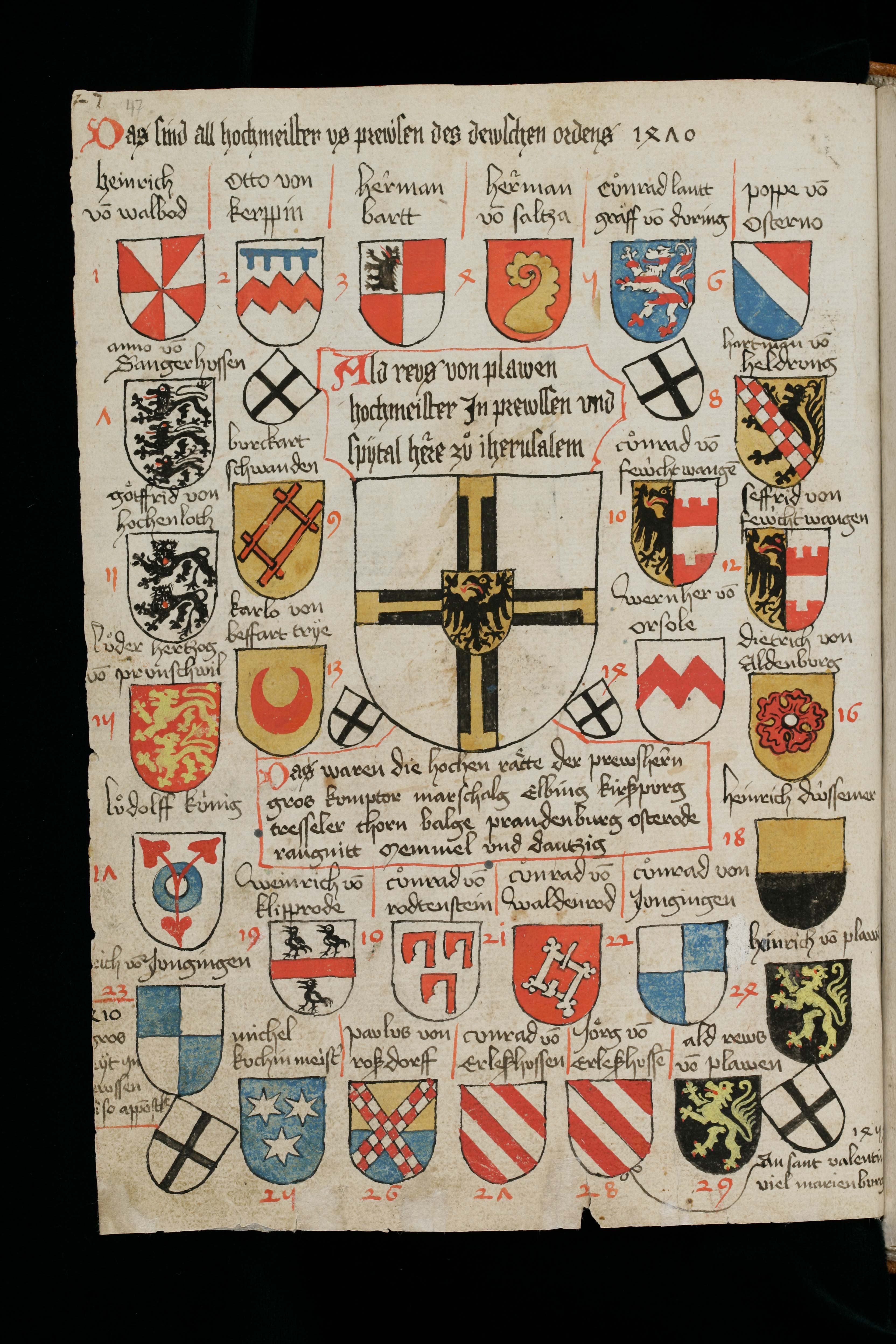
聖ガレン紋章鑑に描かれたドイツ騎士団総長の紋章。1470年、ハインリヒ・ロイス・フォン・プラウエンまでの29人分がおさめられている。

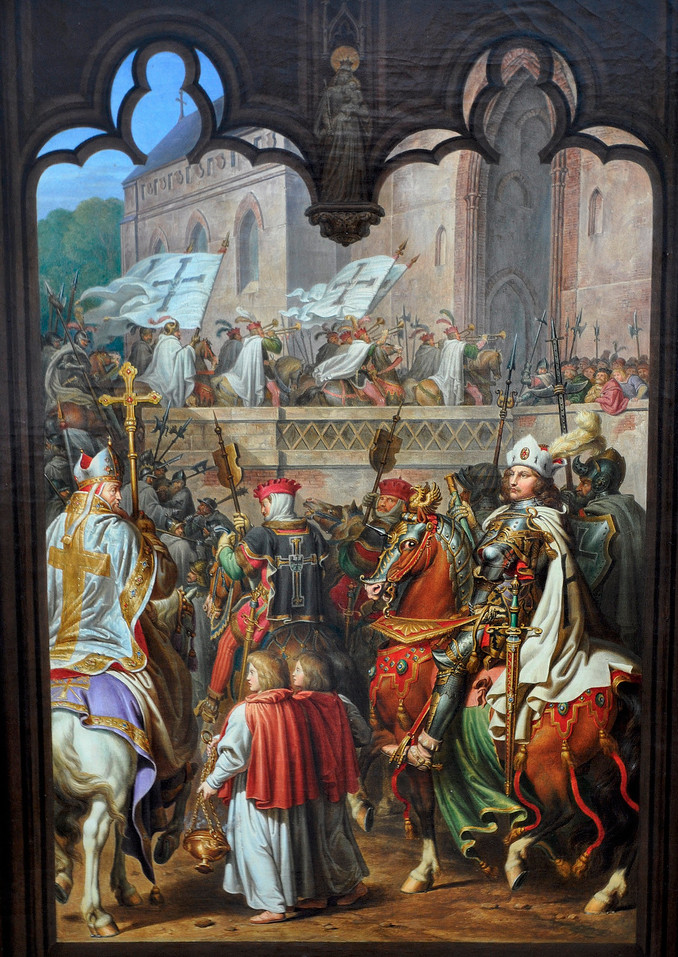
1309年9月14日にマリエンブルクに入城する総長ジークフリート・フォン・フォイヒトヴァンゲンと騎士たち。ドイツ騎士団が聖地からプロイセンへと活動の場を移した場面である。1825年の歴史画

聖的な騎士修道会としては、ドイツ騎士団には1198年から1525年までに37人の総長が立った。
15世紀から16世紀の紋章鑑には、ドイツ騎士団総長の紋章を集めた物がある。例えば、ウルリッヒ・リヒェンサルの「クロニカ」、ニュルンベルクにある聖ガレンの紋章鑑、ライプツィヒにある南西ドイツ紋章鑑、ミルテンベルク紋章鑑などが挙げられる。ただ、こうしたリストからは1241年から1252年に存在したはずの3人の総長が除かれていることが多いため、前近代では伝統的に1525年以前の総長を34人とすることが多かったが、近代以降は37人とするようになっている。
1. 1198年–1208年以前： ハインイヒ・ヴァルポット・フォン・バッセンハイム
2. 1208年の文献に記載： オットー・フォン・ケルペン
3. 1208年–1209年： ハインリヒ・フォン・トゥンナ
4. 1209年–1239年： ヘルマン・フォン・ザルツァ（神聖ローマ皇帝フリードリヒ2世の友人・側近として影響力を持ち、教皇ホノリウス3世から、ドイツ騎士団をホスピタル騎士団およびテンプル騎士団と同等とみなされることに成功した。また1237年にはリヴォニア帯剣騎士団を吸収した。）
5. 1239年–1240年 コンラート・フォン・テューリンゲン
  (6.) 1240年–1244年 ゲルハルト・フォン・マルベルク
  (7.) 1244年–1249年 ハインリヒ・フォン・ホーエンローエ
  (8.) 1249年–1252年 グンター・フォン・ヴュラースレーベン
6. (9.) 1252年–1256年 ポッポ・フォン・オステルナ (1253年から1256年にかけ、対立総長ヴィルヘルム・フォン・ウレンバッハが擁立されていた。)
7. (10.) 1256年–1273年 アンノ・フォン・ザンガーハウゼン
8. (11.) 1273年–1282年 ハルトマン・フォン・ヘルトルンゲン
9. (12.) 1282年/1283年 –1290年 ブルハルト・フォン・シュヴァンデン
10. (13.) 1290年–1297年 コンラート・ヴォン・フォイヒトヴァンゲン （アッコの陥落後、本部をヴェネツィアに移転した。）
11. (14.) 1297年–1303年 ゴットフリート・フォン・ホーエンローエ
12. (15.) 1303年–1311年 ジークフリート・フォン・フォイヒトヴァンゲン （1309年に本部をプロイセンへ移転）
13. (16.) 1311年–1324年 カール・フォン・トリーア
14. (17.) 1324年–1330年 ヴェルナー・フォン・オルセルン
15. (18.) 1331年–1335年 ロタール・フォン・ブラウンシュヴァイク
16. (19.) 1335年–1341年 ディートリヒ・フォン・アルテンブルク
17. (20.) 1342年–1345年 ルドルフ・ケーニッヒ・フォン・ヴァッツァウ
18. (21.) 1345年–1351年 ハインリヒ・デューゼマー・フォン・アルフベルクHeinrich Dusemer
19. (22.) 1351年–1382年 ヴィンリッヒ・フォン・クニプローデ
20. (23.) 1382年–1390年 コンラート・ツェルナー・フォン・ローテンシュタイン
21. (24.) 1391年–1393年 コンラート・フォン・ヴァーレンローデ
22. (25.) 1393年–1407年 コンラート・フォン・ユンギンゲン
23. (26.) 1407年–1410年 ウルリッヒ・フォン・ユンギンゲン
24. (27.) 1410年–1413年 ハインリヒ・フォン・プラウエン
25. (28.) 1414年–1422年 ミヒャエル・キュヒマイスター・フォン・シュテルンベルク
26. (29.) 1422年–1441年 パウル・フォン・ルスドルフ
27. (30.) 1441年–1449年 コンラート・フォン・エリックスハウゼン
28. (31.) 1449/1450年–1467年 ルートヴィヒ・フォン・エルリックスハウゼン
29. (32.) 1467年–1470年 ハインリヒ・ロイス・フォン・プラウエン
30. (33.) 1470年–1477年 ハインリヒ・レフレ・フォン・リヒテンベルク
31. (34.) 1477年–1489年 マルティン・トゥルフゼス・フォン・ヴェッツハウゼン
32. (35.) 1489年–1497年 ヨハン・フォン・ティーフェン
33. (36.) 1497年–1510年 フリードリヒ・フォン・ザクセン
34. (37.) 1510年–1525年 アルブレヒト・フォン・ブランデンブルク＝アンスバッハ

## 宗教改革後
最後のホーフマイスターであるアルブレヒト・フォン・ブランデンブルク＝アンスバッハはルター派に改宗し、1525年にドイツ騎士団国を廃止して俗界諸侯のプロイセン公国を創設した。1561年には傘下のリヴォニア騎士団が有していたコマンドリーであったテッラ・マリアナを喪失した。ただ騎士修道会としてのドイツ騎士団は存続しており、神聖ローマ帝国内（ドイツ王国、イタリア王国）の管轄地域は保持していた。ただし、これは1219年以降ホーフマイスターではなくドイッチュマイスターが治めている領域だった。
これによる制限や混乱を解消するために、現職のドイッチュマイスターであったヴァルター・フォン・クローンベルクが1527年に皇帝カール5世によってホーフマイスターにも任じられ、二つの役職が統合された。本部もフランケンのメルゲントハイムに移った。新たな統合役職ホーフ・ウント・ドイッチュマイスターは神聖ローマ帝国の公と同等とされた。1806年、新設されたヴュルテンベルク王国がメルゲントハイムを併合したため、騎士団の本部はウィーンのドイッチュオルデンスハウス（Deutschordenshaus）に移転した。1923年にオイゲン・フォン・エスターライヒが総長を辞任して以降、ホーフ・ウント・ドイッチュマイスターという二重称号は廃止された。
1696年、総長フランツ・ルートヴィヒ・フォン・デア・プファルツのもとで神聖ローマ帝国軍の中にトイッチュマイスター（Teutschmeister）連隊が設立された。これは1769年に第4歩兵連隊としてウィーンに配属され、1814年からはニーダーエスターライヒのホーフ・ウント・ドイッチュマイスター連隊として知られるようになった。歴史ある軍事集団の伝統は1938年のアンシュルスの際に一旦ナチス・ドイツのドイツ国防軍第44歩兵師団が継承し、現在ではオーストリア陸軍の第1猟兵大隊に受け継がれている。

### ホーフ・ウント・ドイッチュマイスター, 1527年–1929年
- 1527年–1543年 ヴァルター・フォン・クローンベルク
- 1543年–1566年 ヴォルフガング・シューツバー
- 1566年–1572年 ゲオルク・フント・フォン・ヴェンクハイム
- 1572年–1590年 ハインリヒ・フォン・ボーベンハウゼン
- 1590年–1618年 マクシミリアン・フォン・エスターライヒ
- 1619年–1624年 カール・フォン・エスターライヒ
- 1625年–1627年 ヨハン・オイスタッハ・フォン・ヴェスターナッハ
- 1627年–1641年 ヨハン・カスパー・フォン・シュタディオン
- 1641年–1662年 レオポルト・ヴィルヘルム・フォン・エスターライヒ
- 1662年–1664年 カール・ヨーゼフ・フォン・エスターライヒ
- 1664年–1684年 ヨハン・カスパー・フォン・アンプリンゲン
- 1685年–1694年 ルートヴィヒ・アントン・フォン・プファルツ＝ノイブルク
- 1694年–1732年 フランツ・ルートヴィヒ・フォン・デア・プファルツ
- 1732年–1761年 クレメンス・アウグスト・フォン・バイエルン
- 1761年–1780年 カール・アレクサンダー・フォン・ロートリンゲン
- 1780年–1801年 マクシミリアン・フランツ・フォン・エスターライヒ
- 1801年–1804年 カール・フォン・エスターライヒ＝テシェン
- 1804年–1835年 アントン・ヴィクトール・フォン・エスターライヒ (以降、総長職は正式にオーストリア皇帝家の世襲職に)
- 1835年–1863年 マクシミリアン・ヨーゼフ・フォン・エスターライヒ＝エステ
- 1863年–1894年 ヴィルヘルム・フォン・エスターライヒ
- 1894年–1923年 オイゲン・フォン・エスターライヒ (世襲制廃止)
- 1923年–1929年 ノルベルト・クライン

### 1929年以降
1929年、ドイツ騎士団はローマ・カトリックの修道会に回帰した。
- 1929年–1933年 ノルベルト・クライン
- 1933年–1936年 パウル・ハイダー
- 1936年–1948年 ロベルト・シェルツキー
- 1948年–1970年 マリアン・トゥムラー
- 1970年–1988年 イルデフォンス・パウラー
- 1988年–2000年 アルノルト・オトマー・ヴィーラント
- 2000年–2018年 ブルーノ・プラッター
- 2018年-現在 フランク・バヤール[19]